# Czinboldyn Otgontujaa
Czinboldyn Otgontujaa (mong. Чинболдын Отгонтуяа; ur. 2001) – mongolska zapaśniczka walcząca w stylu wolnym. Zajęła siódme miejsce na mistrzostwach świata w 2023 roku.
Srebrna medalistka mistrzostw Azji w 2023 i brązowa w 2024; piąta w 2025. 
Trzecia na MŚ U-23 w 2024. Mistrzyni Azji U-23 w 2024 roku.